# إبراهيم يلدرم
إبراهيم يلدرم (بالتركية: Ibrahim Yıldırım)‏ مواليد 15 يناير 1990 في أوشاك، تركيا، هو لاعب كرة سلة تركي. بدأ مسيرته الاحترافية في سنة 2006. يلعب مع نادي طرابزون سبور كلاعب هجوم خلفي. يحمل الرقم 22. يبلغ طوله 6 قدم 3 بوصة (1.9 م).

## المسيرة الاحترافية
لعب مع بانفيت لكرة السلة في الدوري التركي من سنة 2006 إلى 2011، ثم لعب مع نادي طوفاس الرياضي في موسم 2012–2013، ثم لعب مع أوشاك سبورتيف في الدوري التركي من سنة 2013 إلى 2015، ثم لعب مع طرابزون سبور لكرة السلة في سنة 2015.

## روابط خارجية
- إبراهيم يلدرم على موقع الاتحاد الدولي لكرة السلة (الإنجليزية)
- إبراهيم يلدرم على موقع كرة السلة الأوروبية.كوم (الإنجليزية)
- إبراهيم يلدرم على موقع ريلجم (الإنجليزية)
- إبراهيم يلدرم على موقع سبورتس رفرنس (الإنجليزية)